# 冬川亘
冬川 亘（ふゆかわ わたる、1948年3月7日- ）は日本の翻訳家、作家。

## 略歴
本名、野口勇。熊本県鹿本郡大字来民（現・山鹿市鹿本町来民）出身。千葉県四街道市在住。
東京都立大泉高等学校卒業。東京大学文学部西洋史学科卒業。同大学院西洋史修士課程中退。
訳書『カエアンの聖衣』で星雲賞を受賞。1995年、第27回新潮新人賞を短編『紅栗』で受賞。
2008年を最後に翻訳書はなく、2014年にはかつて冬川が訳した『無伴奏ソナタ』（短編集の共訳）の新訳版（金子浩他訳）が、2015年には『はだかの太陽』の新訳版（小尾芙佐訳）が、2016年には『カエアンの聖衣』の新訳版（大森望訳）が、元出版社である早川書房から、それぞれ別の翻訳者により刊行された。新訳者のうち小尾芙佐は冬川より年長者である。

## 訳書
- 『時の罠』（The Time Trap、キース・ローマー、ハヤカワ文庫）　1978
- 『時間外世界』（A World Out of Time、ラリイ・ニーヴン、早川書房） 1979、のち文庫 1986
- 『多元世界の門』（The Gate of Worlds、ロバート・シルヴァーバーグ、立風書房） 1979
- 『星の秘宝を求めて』（The Star Treasure、キース・ローマー、ハヤカワ文庫） 1979
- 『悪鬼の種族』（The Demon Breed、ジェイムズ・H・シュミッツ、ハヤカワ文庫） 1980
- 『狂気の惑星』上・下（The World is Round、トニイ・ロスマン、ハヤカワ文庫） 1980
- 『残像』（The Persistence of Vision、ジョン・ヴァーリイ、大野万紀共訳、ハヤカワ文庫） 1980
- 『スター・トレック 宇宙大作戦』（Star Trek: The Motion Picture、ジーン・ロッデンベリイ、早川書房） 1980、のち文庫
- 『キャッチワールド』（Catchworld、クリス・ボイス、ハヤカワ文庫） 1981
- 『スターダンス』（Stardance、スパイダー&ジーン・ロビンスン、早川書房） 1981、のち文庫
- 『パッチワーク・ガール』（The Patchwork Girl、ラリー・ニーヴン、フェルナンド絵、東京創元社、イラストレイテッドSF） 1981、のち文庫
- 『ボシイの時代』（They'd Rather Be Righ、マーク・クリフトン,フランク・ライリイ、創元推理文庫） 1981
- 『イタルバーに死す』（To Die in Italbar、ロジャー・ゼラズニイ、ハヤカワ文庫） 1982
- 『焔の眼』（Eyes of Fire、マイクル・ビショップ、早川書房） 1982
- 『魔法株式会社 - ハインライン傑作集3』（ロバート・A・ハインライン、ハヤカワ文庫） 1982
- 『カエアンの聖衣』（The Garments of Caean、バリントン・J・ベイリー、ハヤカワ文庫）　1983
- 『妖魔の潜む沼』（The Fellowship of the Talisman、クリフォード・D・シマック、創元推理文庫）　1983
- 『スターシップと俳句』（Starship and HAIKU、ソムトウ・スチャリトクル、ハヤカワ文庫） 1984
- 『ソングマスター』（Songmaster、オースン・スコット・カード、ハヤカワ文庫） 1984
- 『はだかの太陽』（The Naked Sun、アイザック・アシモフ、ハヤカワ文庫） 1984
- 『パルチザン』（Partisans、アリステア・マクリーン、早川書房） 1984
- 『不完全な死体』（The Long Arm of Gil Hamilton、ラリー・ニーヴン、創元推理文庫）　1984
- 『スカイトラップ』（Skytrap、ジョン・スミス、ハヤカワ文庫） 1985
- 『最終工作員ロネイ』（The Final Run、トミー・スティール、ハヤカワ文庫） 1986
- 『さらば、カタロニア戦線』上・下（The Spanish Gambit、スティーヴン・ハンター、ハヤカワ文庫） 1986、のち扶桑社ミステリー
- 『変化の風』（The Winds of Change and Other Stories、アイザック・アシモフ、創元推理文庫）　1986
- 『暗号名＜オメガ・ブルー・ワン＞』（Jack Lane's Browning、デヴィッド・ゲシン、サンケイ文庫） 1987
- 『シャーマン迎撃戦線』（アントニー・レジュネ、二見文庫） 1987
- 『アムレット』（The Amulet、マイケル・マクダウエル、ハヤカワ文庫） 1988
- 『消えたパタースン編隊』（Patterson's Volunteers、ジョン・スミス、ハヤカワ文庫） 1988
- 『デインの遺書』（Dane's Testament、デヴィッド・ゲシン、扶桑社ミステリー） 1988
- 『シャトル防衛飛行隊』上・下（Zoboa、マーティン・ケイディン、ハヤカワ文庫） 1989
- 『毒ガス列車を阻止せよ』（Mannequin、ロバート・バーン、二見文庫） 1989
- 『アフガン空域を脱出せよ』（Crow's War、ジェイムズ・マギー、二見文庫） 1990
- 『メデューサ 核ミサイル迎撃機発進』（Medusa、ジャネット&クリス・モリス、東京創元社、創元ノヴェルズ） 1990
- 『星々の聖典』（Crescent in the Sky、ドナルド・モフィット、ハヤカワ文庫） 1991
- 『星々の教主』（A Gathering of Stars、ドナルド・モフィット、ハヤカワ文庫） 1991
- 『傭兵部隊』（Trigger Men、ジェイムズ・マギー、二見文庫） 1992
- 『青き月と闇の森』上・下（Blue Moon Rising、サイモン・R・グリーン、ハヤカワ文庫） 1993
- 『酸素男爵』（The Oxygen Barons、グレゴリイ・フィーリイ、ハヤカワ文庫） 1993
- 『ファルコン』上・下（Falcon、エマ・ブル、ハヤカワ文庫） 1993
- 『荒れ狂う深淵』（Furious Gulf、グレゴリイ・ベンフォード、ハヤカワ文庫） 1995
- 『宇宙のランデヴー 4』上・下（Rama Revealed、アーサー・C・クラーク,ジェントリー・リー、早川書房） 1995、のち文庫
- 『カリストの脅威　アシモフ初期作品集1』（The Early Asimov vol.1、アイザック・アシモフ、ハヤカワ文庫） 1996
- 『ガニメデのクリスマス　アシモフ初期作品集2』（The Early Asimov vol.2、アイザック・アシモフ、浅倉久志共訳、ハヤカワ文庫） 1996
- 『母なる地球　アシモフ初期作品集3』（The Early Asimov vol.3、アイザック・アシモフ、共訳、ハヤカワ文庫） 1996
- 『輝く永遠への航海』上・下（Sailing Bright Eternity、グレゴリイ・ベンフォード、ハヤカワ文庫） 1997
- 『ワイルドサイド ぼくらの新世界』上・下（Wildside、スティーヴン・グールド（英語版）、ハヤカワ文庫） 1997
- 『垂直世界の戦士』（Farewell horizontal、K・W・ジーター、ハヤカワ文庫） 1998
- 『戦闘機甲兵団レギオン』上・下（Legion of the Damned、ウィリアム・C・ディーツ、ハヤカワ文庫） 1998
- 『大いなる復活のとき』上・下（Reclamation、サラ・ゼッテル、ハヤカワ文庫） 1999
- 『斜線都市』上・下（/(Slant)、グレッグ・ベア、ハヤカワ文庫） 2000
- 『過ぎ去りし日々の光』上・下（The Light of Other Days、アーサー・C・クラーク,スティーヴン・バクスター、ハヤカワ文庫） 2000
- 『トリガー』上・下（The Trigger、アーサー・C・クラーク,マイクル・P・キュービー=マクダウェル、ハヤカワ文庫） 2001
- 『200X年、緊迫のイラク上空戦』（With Hostile Intent、ロバート・ガンツ、扶桑社） 2003
- 『アグレッサー・シックス』（Aggressor Six、ウィル・マッカーシイ、ハヤカワ文庫） 2005
- 『魔術師エベネザムと不肖の弟子』（A Malady of Magicks、クレイグ・ショー・ガードナー、ハヤカワ文庫） 2006
- 『魔術師エベネザムと詩を詠む悪魔』（A Multitude of Monsters、クレイグ・ショー・ガードナー、ハヤカワ文庫） 2006
- 『魔術師エベネザムと禁断の都』（A Night in the Netherhells、クレイグ・ショー・ガードナー、ハヤカワ文庫） 2006
- 『ウォー・サーフ』上・下（War Surf、M・M・バックナー、ハヤカワ文庫） 2007
- 『エグザイルズ 追われし者たちの歌』（Song of the Exile、キアナ・ダヴェンポート、幻冬舎） 2008

## 参考リンク
- 復刊ドットコム・冬川亘
- Amazon冬川亘さんのプロフィール・レビュー